# 星之卡比 三重豪华版
《星之卡比 三重豪华版》是星之卡比系列第13部平台游戏，由HAL研究所开发，任天堂在任天堂3DS上发行。游戏于2014年1月在日本首发，2014年5月在美欧发行。游戏中小游戏《卡比群星戰Z》和《Dedede's Drum Rush Z》的强化版，于2014年通过任天堂eShop，以《卡比群星戰》和《Dedede's Drum Rush豪华版》名义发行。

## 游戏性
玩法与众多历作一样，都是控制卡比到达关卡的终点，期间要尽量避免受到伤害。与星之卡比Wii一样，收集100个星星可获得1条额外生命，不同颜色的星星决定星星的数值。绿色星星是5颗，红色是10颗，蓝色是20颗。
如果卡比的生命值耗尽或掉出地图，则代表死亡，并失去一条额外生命。食物可以恢复生命值，而棒棒糖可让卡比短时间内进入无敌状态。头巾瓦多迪会在屏幕外给玩家补给品，用于在危急时刻回复一定的生命值。但如果玩家中的Mii有好友且玩过本游戏，那么好友会以头巾瓦多迪的身份给予M果，不过在少数情况下会给予黄金M果。
游戏还采用了3DS重力感应模块。当玩家进入一个乍看之下无法达成的房间，游戏会提示玩家倾斜3DS以触发事件。例如控制缆车移动，把碗里的水倒出。
游戏中加入了新的超级能力：超级新星，通过触摸或吸入奇迹果实。这大大增强了卡比的吸入能力，可让卡比吸入通常情况下无法吸入的物体的能力。
完成故事模式后会解锁一个额外模式：帝帝帝大王冲刺。游戏中控制帝帝帝大王冒险，通过一个接一个的关卡，最后挑战最终BOSS。
这个游戏还拥有两个小游戏，分别是卡比斗士和帝帝帝大王跳跃。卡比斗士是让玩家选择一个能力与其他卡比对战；而帝帝帝大王跳跃是控制帝帝帝大王在3DS下屏的鼓面跳跃。该模式中要尽可能收集金币，还要避免受到伤害和调出3DS下屏。
竞技场和真 竞技场是让玩家选择一个能力来挑战尽可能多的BOSS，但BOSS的出场顺序是随机的。

## 關卡構成
全6個區域、最終頭目戰專用區域。各區域的首字母串聯起來為「FLOWER」、「FLOWERED」，意思是「花」。

## 人物介绍

### 塔狼蛛
日文名：タランザ
英文名：Taranza
是最终BOSS塞克托尼亚的仆人，昆虫般的性格。在开场OP中绑架了帝帝帝大王，沿着世界树献给塞克托尼亚。为人阴险狡诈，但其本性并不坏。可以说他是因误入歧途才会跟随塞克托尼亚。在故事模式中的皇室之路的BOSS关，可以看到塔狼蛛控制了帝帝帝大王，使其成为面具迪迪迪，并与卡比战斗。
在 最终关（即：永恒梦大陆）的第一战结束后的过场动画中可以看到：塔狼蛛最终醒悟并发现了塞克托尼亚的目的，将帝帝帝大王扔向正准备大开杀戒的塞克托尼亚， 这时塞克托尼亚已用她的触手缠住了卡比。他让帝帝帝大王使用他的锤子将卡比打出了塞克托尼亚的触手，并给予卡比奇迹果实使其变成超级新星卡比。

### 女王 塞克托尼亚
日文名：クィン・セクトニア
英文名：Queen Sectonia
中文名为“女王 塞克托尼亚”，音譯也稱賽克特妮雅，是皇室之路与永恒梦大陆的最终BOSS。外形酷似黄蜂蜂王，拥有两个魔法权杖。她似乎是皇家创造道路的策划者，对普普普大陆上的居民实施绑架，其中也包括帝帝帝大王（间接）。她似乎试图占领并统治波普星及其它。但最终，她的邪恶计划被卡比粉碎。

### 靈魂之 塞克托尼亚
日文名：セクトニア ソウル
英文名：Soul of Sectonia
中文名不统一，汉化版为“藤蔓 塞克托尼亚”，音譯也稱"賽克特妮雅靈魂"或"塞克托尼亞靈魂"，国内游戏论坛与星之卡比吧称为塞克托尼亚之魂。
说 白了就是女王 塞克托尼亚败北后与背景上的世界树结合，结合后原先的肉身已不存在，因此她附上世界树的是她的灵魂。从外表看，她华丽的花瓣正在与原来橘色的微弱残余部 分，试图寻求永生。她有棱角，像是一朵巨大的兰花，每一个花瓣看起来像一个个幽灵。藤蔓 塞克托尼亚现在的翅膀是黄色，还有锯齿，比原来世界树的花瓣还大。原先的斗篷变成了现在的暗紫色和靛蓝条纹，放出的怪物也是以蓝紫色为主。

### 影子帝帝帝
日文名：ブラックデデデ
英文名：Shadow Dedede
中文名为影子帝帝帝，是帝帝帝大王内心深处的邪恶的真实写照，最初出现在帝帝帝大王冲刺模式中的末期，从镜之国里的镜子里出现。
初始的武器是与面具 帝帝帝一样的锤子，但生命值消耗一半武器会换成与真 面具 帝帝帝一样的斧头。
打败影子帝帝帝后，帝帝帝大王会被镜子吸入，最終挑戰闇魅塔騎士。

### 復仇的闇魅塔騎士
日文名：ダークメタナイト リベンジ
英文名：Dark Meta Knight's Revenge
中文名为闇魅塔騎士，原本是魅塔騎士擁有的邪惡之心在鏡之國的實體化，在星之卡比 鏡之大迷宮中首次登場，並作為闇之心的部下行動，在本作則做為獨立的個體在次元鏡裡面出现，並稱為復仇的闇魅塔騎士。
打败闇魅塔騎士後，闇魅塔騎士會被吸入次元鏡中，帝帝帝大王会將次元鏡摧毀。
在真 竞技场時，闇魅塔騎士被打败後會化為碎片。

## 游戏模式

### 故事模式（Main Mode）
故事模式为整个游戏的主线任务，模式中有七个世界都在世界树上。每一个世界卡比都要收集一个叫太阳石的东西（除第七世界）。收集某一个世界一定数量的太阳石可解锁BOSS关卡，收集所有的太阳石可解锁附加关卡（又称EX关卡，隐藏关卡）。第一世界~ 第五世界仅有一个附加关卡，第六世界有两个，第七世界没有，原因是仅能通过打败女王 塞克托尼亚才能进入第七世界。
游戏中可收集钥匙圈，分为普通和稀有。普通钥匙圈的种类
另外，如果完成故事模式，在世界树最底端会解锁能力测试房间。房间里的能力可在其它关卡中使用。

### 帝帝帝大王冲刺（Dededetour）
故事模式完成后解锁后的模式，该模式中玩家要控制帝帝帝大王完成一个接一个的关卡，最后与最终BOSS。
与故事模式不同的是：原先藏匿太阳石及其它隐藏房间均变成了传送门及其它奖励物品，去除了一部分关卡进程。
该模式的所有BOSS角色均被强化并在名字结尾附上“DX”二字（意为“豪华”），难度有明显的提高。

### 卡比群星戰（Kirby Fighters）
一个小游戏模式，该模式中玩家选择十个能力中的一个，确定好难度后即可开始。该模式
中玩家与CPU战斗，最终挑战暗影卡比。
该模式有七关，每一关代表着历作的各个场景与BOSS关卡。在游戏过程中会出现道具，可以更好地压制敌方。也可四人联机，死亡的玩家会变为幽灵卡比，攻击敌方方可复活，但生命值仅有一半。
另外，该模式的独立版本已在eShop上线，名为《卡比群星戰Z》（Kirby Fighters Deluxe）。

### 帝帝帝大王跳跃（Dedede's Drum Dash）
一个小游戏模式，该模式中玩家使用帝帝帝大王在下屏的鼓跳跃到另一面鼓，直至终点。
该模式的各个关卡都有独特的BGM，BGM决定了关卡节奏的快慢。该模式中拥有金币系统，玩家在跳跃的同时，也要收集尽可能多的金币。颜色分为铜，银和金。玩家在帝帝帝大王起跳的一瞬间按A可以高跳，触碰下一面鼓再次按A可跳的更高。
玩家起跳时按A也可获得奖励分，但要看是否符合BGM的节奏。节奏越符合，奖励分越高，也可累计次数。
另外，该模式的独立版本已在eShop上线，名为《Dedede's Drum Rush豪华版》（Dedede's Drum Rush Deluxe）。

### 竞技场（The Arena）
汉化版称为通往格斗王之路。玩家要在该模式中选择一个能力来挑战尽可能多的BOSS且途中不死亡，并坚持到最后。
每打败一个BOSS，玩家会被跳转到准备房间。该房间会有数个M果可供使用，其中一个是可以携带的。当M果使用后，下一次看到原本被用掉的M果位置会变成柚子。如果柚子再次被使用，那么原先的位置则会留空。
由于BOSS的出场顺序为完全随机（除故事模式的第六世界的所有终极BOSS角色外），加之任天堂3DS的破解与模拟器仍有许多未完善，因此无法预知下一位BOSS会是谁。

### 真 竞技场（The True Arena）
汉化版称为真 通往格斗王之路。与竞技场不同的是：出场的所有BOSS均为增强型，且补给品只有柚子，最后三位BOSS分別是黑暗 帝帝帝、黑暗 梅塔奈特，以及塞克托尼亞靈魂（分為兩階段，一是花的型態，二是與花分離），是整个游戏中难度最高的游戏模式。

## 反響
《星之卡比 三重豪华版》收到了比较正面的评价。游戏获中国大陆电子游戏杂志《游戏机实用技术》的26/30评价，并获杂志2014年度最佳游戏票选之3DS最佳游戏第5名。
截至2019年末，本作共售出了261萬份，為第27暢銷的任天堂3DS遊戲。